# Nagari Salimpek
Nagari Salimpek is een bestuurslaag in het regentschap Solok van de provincie West-Sumatra, Indonesië. Nagari Salimpek telt 7043 inwoners (volkstelling 2010).